# Palo (Iowa)
Pour les articles homonymes, voir Palo.
Palo est une ville du  comté de Linn, en Iowa, aux États-Unis. Elle est fondée en 1854 et incorporée le 25 avril 1905.

## Source de la traduction
- (en) Cet article est partiellement ou en totalité issu de l’article de Wikipédia en anglais intitulé « Palo, Iowa » (voir la liste des auteurs).